# مسعود صادقلو
مسعود صادقلو (زادهٔ ۱۹ فروردین ۱۳۶۵) خواننده و تنظیم‌کننده موسیقی پاپ اهل ایران است.
او پس از همکاری با رضا شیری و مسعود جهانی توانست در سال ۱۳۹۵ آهنگ‌هایش را منتشر کند. بعد از آن به سرعت کارهایش شنیده شد و مورد استقبال عموم قرار گرفت.

## زندگی‌نامه
مسعود صادقلو، ۱۹ فروردین ۱۳۶۵ در تهران متولد شد. او در دوران نوجوانی و جوانی ورزشکار حرفه‌ای بود، او نزدیک ۸ سال در کشتی فعالیت جدی داشت اما با ادامهٔ فعالیت در موسیقی این رشته را کنار گذاشت.
علاقهٔ او به موسیقی از دوران کودکی آغاز شد و این علاقه را در نوجوانی با شدت بیشتری پیگیری کرد. آواز کلاسیک را نزد محمدرضا صادقی گذراند و در نهایت از سال ۱۳۹۵ فعالیت در عرصهٔ موسیقی را به صورت جدی آغاز کرد.
وی با انتشار تک‌آهنگ‌هایی چون هوس باز، آخر شب، دیوونه بازی، زیر بارونا برقص، نیمه گمشده و… به شهرت رسید. او در ژانر پاپ فعالیت می‌کند، اما نوع و لحن اجرایش نوعی امضای هنری او رو ترک‌هایش است که موفق شد نامی شناخته‌شده در این عرصه بدل شد.

## حواشی
مسعود صادقلو در حالی که مجوز فعالیت ندارد به‌عنوان خواننده مهمان در ویژه برنامه نوروزی ۹۸ شبکه پنج مهمان حمید گودرزی و هیراد حاتمی بود و قطعهٔ کوتاهی را نیز زمزمه کرد.

#### شب‌های مافیا
در یکی از قسمت‌های شب‌های مافیا: زودیاک که در ۲۸ اسفند ۱۴۰۲ پخش شد، در حالی که یک مافیا از بازی خارج شده، یک مافیای دیگر بازی به دلیل استعلام او در نقش کارگاه و شهروند بازی شو شده و حتی سعید مهری در نقش زودیاک بازی به نقش خود اعتراف کرده بود، با وجود تلاش‌های بی‌پایان سعید مهری و البته بهنام تشکر در نقش شهروند و به دلیل بازی عجیب و دور از انتظار مسعود صادقلو، مافیای بازی برندهٔ این بازی شد.
و همین موضوع باعث شد به سرعت در شبکه‌های اجتماعی شاهد مواضع مختلفی از جانب بینندگان این بازی شود، مواضعی که بیشتر آن‌ها به انتقاد از بازی او پرداخته و نقش تبرترین شهروند بازی مافیا را به او اطلاق کردند.
در ۳۰ آبان ۱۴۰۲، اشک‌های مادربزرگی در کنسرت وی، به دلیل شباهت صادقلو با پسر مرحومش نیز مورد توجه قرار گرفت.

## ترانه‌شناسی

### تک‌آهنگ‌ها
| سال انتشار | عنوان                                 | ترانه‌سرا                | تنظیم‌کننده        |
| ---------- | ------------------------------------- | ----------------------- | ----------------- |
| ۱۳۸۹       | O LE LE                               | مسعود صادقلو            | کوشان             |
| ۱۳۸۹       | تی تی جون                             | مسعود صادقلو            |                   |
| ۱۳۹۰       | عاشق چشماتم (به همراه ملانی و علیشمس) | مسعود صادقلو و ساسی     | هومن آزما         |
| ۱۳۹۳       | هم نفس (به همراه علیشمس و دنیا)       | مهدی جهانی و ساسی       |                   |
| ۱۳۹۲       | سلام (به همراه ملانی و A-min)         | مسعود صادقلو            | هومن آزما و پوبون |
| ۱۳۹۵       | دیوونه بازی                           | آرش عدل‌پرور             | مسعود جهانی       |
| ۱۳۹۵       | یار قدیمی                             | مسعود صادقلو            | مسعود جهانی       |
| ۱۳۹۵       | آخر شب                                | آرش عدل‌پرور             | مسعود جهانی       |
| ۱۳۹۵       | نیمه گمشده                            | مسعود صادقلو            | مسعود جهانی       |
| ۱۳۹۵       | با تو این دل                          | آرش عدل‌پرور             | مسعود جهانی       |
| ۱۳۹۵       | دستای مریض                            | یاسر بینام              | مسعود جهانی       |
| ۱۳۹۵       | زیر بارونا برقص                       | مسعود صادقلو            | مسعود جهانی       |
| ۱۳۹۶       | هوس‌باز                                | مسعود صادقلو            | مسعود جهانی       |
| ۱۳۹۶       | رفت                                   | حمید فریزند             | مسعود جهانی       |
| ۱۳۹۶       | نزدیکی به من                          | مسعود صادقلو            | مجید اصلاحی       |
| ۱۳۹۶       | روح در آتش                            | مسعود صادقلو            | مجید اصلاحی       |
| ۱۳۹۶       | هیچ                                   | الیاس یالچینتاش         | مسعود جهانی       |
| ۱۳۹۶       | خفگی                                  | حمیدرضا نصرالهی         | آنوش تقوی         |
| ۱۳۹۶       | راز چشمات                             | مسعود صادقلو            | مسعود جهانی       |
| ۱۳۹۷       | برگرد دوباره                          | مسعود صادقلو            | سعید سام          |
| ۱۳۹۷       | مگه جنگه                              | میلاد فلاحی             | میلاد ترابی       |
| ۱۳۹۷       | خاطره                                 | ساره رسولی              | سعید سام          |
| ۱۳۹۸       | خلوت                                  | مسعود صادقلو            | مسعود صادقلو      |
| ۱۳۹۸       | وابستگی                               | الهام صفاریان           | میلاد ترابی       |
| ۱۳۹۸       | چتر                                   | مسعود صادقلو رعنا میر   | مسعود جهانی       |
| ۱۳۹۹       | زده بارون                             | مسعود صادقلو            | سعید سام          |
| ۱۳۹۹       | مسکن                                  | نیما معین               | علی بیات          |
| ۱۴۰۰       | حالا حالاها                           | مهرزاد امیرخانی         | مهدی معظم         |
| ۱۴۰۰       | دوا درمون                             | نیما معین               | علی بیات          |
| ۱۴۰۱       | یه نفر واسه دلم                       | اردلان و داوین          | رضا سروش          |
| ۱۴۰۲       | بازیچه                                | فرزام                   | فرزام             |
| ۱۴۰۲       | همه رو جواب کردم                      | آصف آریا                | علی تیرداد        |
| ۱۴۰۲       | مشتی                                  | آصف آریا                | علی تیرداد        |
| ۱۴۰۲       | دوتا قلب                              | محمد مبارکی             | مجید ملوندی       |
| ۱۴۰۳       | می‌زنم قدم                             | آراز شیرافکن            | نیما غفاری        |
| ۱۴۰۳       | بد کردی                               | آصف آریا                | علی تیرداد        |
| ۱۴۰۳       | شکر                                   | اردلان                  | مسعود جهانی       |
| ۱۴۰۴       | برگ برنده                             | طاها یوسفی و امیر نامور | مسعود جهانی       |